# Declaració d'incapacitació
La declaració d'incapacitació és una resolució judicial que reconeix que una persona com a conseqüència d'una malaltia o deficiència no pot cuidar de si mateixa.

## Concepte de capacitació
En el marc legislatiu es reconeixen dues capacitats:
- Capacitat jurídica: Fa referència a l'aptitud de la persona per a la possessió i el gaudi del drets i també l'aptitud per a ésser titular de drets i obligacions. Suposa una posició estàtica del subjecte.
- Capacitat d'obrar: Consisteix en l'aptitud de la persona per a exercir els seus drets i obligacions. Comporta la possibilitat de realitzar actes jurídics i, per tant, fa referència a una posició dinàmica del subjecte.

## Causes d'incapacitació
La llei orgànica 13/1983 de 24 d'octubre, de reforma del Codi civil en matèria de tutela. estableix com a causes d'incapacitació legal el patiment d'una malaltia o una deficiència física o psíquica de caràcter persistent que produeixi una alteració de les facultats d'enteniment o de decisió de la persona que la pateix. Per tant, perquè existeixi causa d'incapacitació cal la concurrència d'aquests requisits:
- el patiment d'una malaltia o deficiència física o psíquica;
- el seu caràcter persistent, que no implica que aquestes últimes hagin de ser definitives i irreversibles o permanents i constants;
- l'alteració de les facultats d'entendre o decidir de la persona que les pateix, és a dir, l'autogovern.[3]

## Tipus d'incapacitació
- Total: No té capacitat d'autogovernar-se en cap acte i la tutela l'exerceix un tutor que representada a la persona incapacitada.
- Parcial: No té capacitat d'autogovernar-se en determinats actes, i la conseqüència és la curatela que l'exerceix un cuidador que només intervé en els actes que especifica la sentència judicial o que marca la llei. No substitueix la persona incapacitada sinó que l'assisteix complementant la seva capacitat.[2]

## Procediment
El reconeixement de la situació d'incapacitació d'una persona és de tal transcendència per a ella mateixa i per al seu entorn familiar i social, que la llei requereix que la demanda s'hagi de presentar necessàriament a un òrgan judicial, en aquest cas és el jutjat de primera instància del partit judicial on resideix la persona presumptament sotmesa en una causa d'incapacitació (presumpte incapaç). Aquest procés amb judici verbal, per al qual són necessaris advocat i procurador, s'inicia mitjançant una petició o demanda dirigida contra el presumpte incapaç i contra el Ministeri Fiscal, llevat que aquest sigui qui la formuli.
Aquesta demanda només la poden promoure:
- un mateix,
- el cònjuge o la persona que es trobi en una situació de fet assimilable,
- els descendents,
- els ascendents,
- els germans,
- el Ministeri Fiscal,
- els pares o tutors, si és menor d'edat.

Això no obstant, qualsevol persona pot posar en coneixement del Ministeri Fiscal l'existència d'una persona presumptament sotmesa en una situació d'incapacitació.
El presumpte incapaç pot oposar-se a aquesta petició, per a la qual cosa també necessita advocat i procurador; si no s'hi oposa, l'ha de defensar el Ministeri Fiscal, excepte en el cas que aquest sigui el demandant, supòsit en què l'òrgan judicial li ha de nomenar un defensor judicial.
Després de la demanda i la seva contestació, s'han de fer les següents proves del presumpte incapaç (demandat):
- exploració judicial, el jutge de primera instància l'ha d'examinar,
- exploració forense, el qual en fa un examen mèdic i altres peritatges que consideri necessaris,
- audiència de parents, on el jutge de primera instància ha d'escoltar els parents[2]

Després de tot això, es dicta la sentència, en la qual es denega o declara la incapacitació legal de la persona demandada; en aquest últim cas s'ha de fixar l'abast de la incapacitació i l'òrgan protector que li correspongui. Durant el temps que dura la tramitació del procés, el jutge de primera instància pot establir les mesures cautelars o de precaució que consideri necessàries per a la cura de la persona o dels béns del presumpte incapaç.
Contra aquesta sentència es pot recórrer en apel·lació davant l'Audiència Provincial. La declaració judicial d'incapacitat no té un caràcter permanent o definitiu, ja que pot ser modificada per l'aparició de noves circumstàncies sia per la desaparició, l'empitjorament o la millora de la causa que va donar lloc a la declaració judicial d'incapacitat. Aquesta modificació es fa mitjançant un nou procés, similar al de la declaració d'incapacitat, que poden promoure les mateixes persones que el podien iniciar. En aquest procés se sol·licita que es declari judicialment el retorn de la persona incapacitada a una situació de plena capacitat, que s'ampliï o es restringeixi l'abast de la incapacitació parcial declarada, o que aquesta es transformi en una incapacitació total.

## Conseqüències[1]
La conseqüència més important és que, des del moment en què es formula, la persona incapacitada no pot dur a terme vàlidament, per si mateixa, actes amb transcendència jurídica o només pot fer els actes per als quals no està incapacitada expressament. Tanmateix, aquesta declaració judicial no implica que la persona incapacitada perdi els drets que ja tenia o els que pugui tenir en el futur (continua essent propietària, pot atorgar testament complint certs requisits, continua tenint dret a la pensió, etc.) ni tampoc l'eximeix de complir les obligacions que havia adquirit o que pugui adquirir, encara que per a l'exercici dels uns i el compliment de les altres sigui necessària l'assistència de la institució tutelar o òrgan tutelar.
La llei preveu tres possibles escenaris o figures, un cop la sentència ha declarat a la persona incapacitada:
- Tutela: No té capacitat d'autogovernar-se en cap acte i la tutela l'exerceix un tutor.
- Curatutela:No té capacitat d'autogovernar-se en determinats actes i un cuidador que només intervé en els actes que ho necessiti.
- Rehabilitació de la pàtria potestat: Es produeix quan són els pares els que sol·liciten al jutjat que s'impossibiliti al seu fill, i consisteix en la rehabilitació de la pàtria potestat perduda amb la majoria d'edat del fill. Aquesta va en relació amb el grau. d'incapacitat, ja que en una incapacitació parcial aquesta només es rehabilita per a aquells actes que el fill discapacitat necessiti.

## Marc Legal[3]
- Capítols de l'I al IX, del títol VII de la Llei 9/1998, de 15 de juliol, del Codi de família.
- Reial decret del 6 d'octubre de 1888 del Codi civil:
  - títol X. De la tutela, de la curatela i de la guarda legal dels menors o incapacitats.
  - Aquest títol X s'ha d'entendre redactat d'acord amb les modificacions dutes a terme per les disposicions següents:
    - Llei 13/1983, de 24 d'octubre. Modifica el Codi civil, en matèria de tutela
    - Llei 21/1987, d'11 de novembre. Modifica el Codi civil i la Llei d'enjudiciament civil, en materia d'adopció i altres formes de protecció de menors
    - Llei orgànica 1/1996, de 15 de gener. Protecció jurídica del menor, de modificació parcial del Codi civil i de la Llei d'enjudiciament civil
- Capítols I i II del títol VI de la Llei 1/2000, de 7 de gener d'enjudiciament Civil.